# Babez for Breakfast
Babez for Breakfast – piąty album studyjny fińskiego zespołu hardrockowego Lordi wydany w roku 2010.
Do różnych wydań albumu zostały dołączone różne utwory bonusowe, a także dodatki: do płyty w formie The Brakfast Box załączono: plakat, zdjęcia muzyków z autografami, odznakę Rock Police, karte V.I.P po tournée Deadache tour, a do japońskiej wersji albumu dołączono dwa bonusy: Lord Have Mercy oraz Studs 'n' Leather, natomiast w wersji płyty na iTunes załączono bonus Lord Have Mercy.

## Lista utworów
1. "SCG V: It's a Boy!" – 1:21
2. "Babez for Brakfast" – 3:30
3. "This Is Heavy Metal" – 3:01
4. "Rock Police" – 3:58
5. "Discoevil" – 3:49
6. "Call Off The Wedding" – 3:31
7. "I am Bigger Than You" – 3:04
8. "ZombieRawkMachine" – 3:42
9. "Midnite Lover" – 3:21
10. "Give Your Life For Rock And Roll" – 3:54
11. "Non Stop Nite" – 3:56
12. "Amen's Lament To Ra" – 0:31
13. "Loud And Loaded" – 3:15
14. "Granny's Gone Crazy" - 3:57
15. "Devils Lullaby" - 3:43
16. "Lord Have Mercy" (bonus na edycji iTunes, japońskiej) – 3:18
17. "Studs 'n' Leather" (bonus na edycji japońskiej) – 3:59